# 3952 Russellmark
3952 Russellmark је астероид главног астероидног појаса са средњом удаљеношћу од Сунца која износи 2,386 астрономских јединица (АЈ).
Апсолутна магнитуда астероида је 13,9.